# Steindachnerina metae
Steindachnerina metae és una espècie de peix de la família dels curimàtids i de l'ordre dels caraciformes.